# 假真空衰变

假真空（右）的能量处于亚稳态

量子场论中，假真空或伪真空（英語：false vacuum）是一个理论上的状态，指的是真空态处于稳态，但并不处于系统最小能量状态——即准稳态。假真空可在准稳态保持稳定很久，但最后会衰变到更稳定的状态中，这一事件被称为“假真空衰变”。至于宇宙中假真空衰变的发生方式，目前最常见的解释是“泡沫成核”——即宇宙一小部分因偶然事件发生衰变，这一事件的影响范围（即“泡沫”的范围）随之会迅速扩大，最终导致整个宇宙假真空衰变。
假真空衰变对宇宙造成的影响巨大，可极大改变基本相互作用和基本粒子等。

## 流行文化

### 小说
- 刘慈欣《朝闻道》: 地球上的科学家欲用粒子加速器实验来探求宇宙大统一模型，却被宇宙中的"排险者"阻止，并被告知该实验会触发假真空衰变，给宇宙带来灾难。